# Penitella hopkinsi
Penitella hopkinsi är en musselart som beskrevs av Kennedy och Armentrout 1989. Penitella hopkinsi ingår i släktet Penitella och familjen borrmusslor. Inga underarter finns listade i Catalogue of Life.